# Gicuru
Gicuru är ett periodiskt vattendrag i Burundi.   Det ligger i provinsen Cibitoke, i den nordvästra delen av landet, 70 kilometer norr om huvudstaden Bujumbura.
Omgivningarna runt Gicuru är en mosaik av jordbruksmark och naturlig växtlighet. Runt Gicuru är det tätbefolkat, med 308 invånare per kvadratkilometer.